# اللجوء في أستراليا

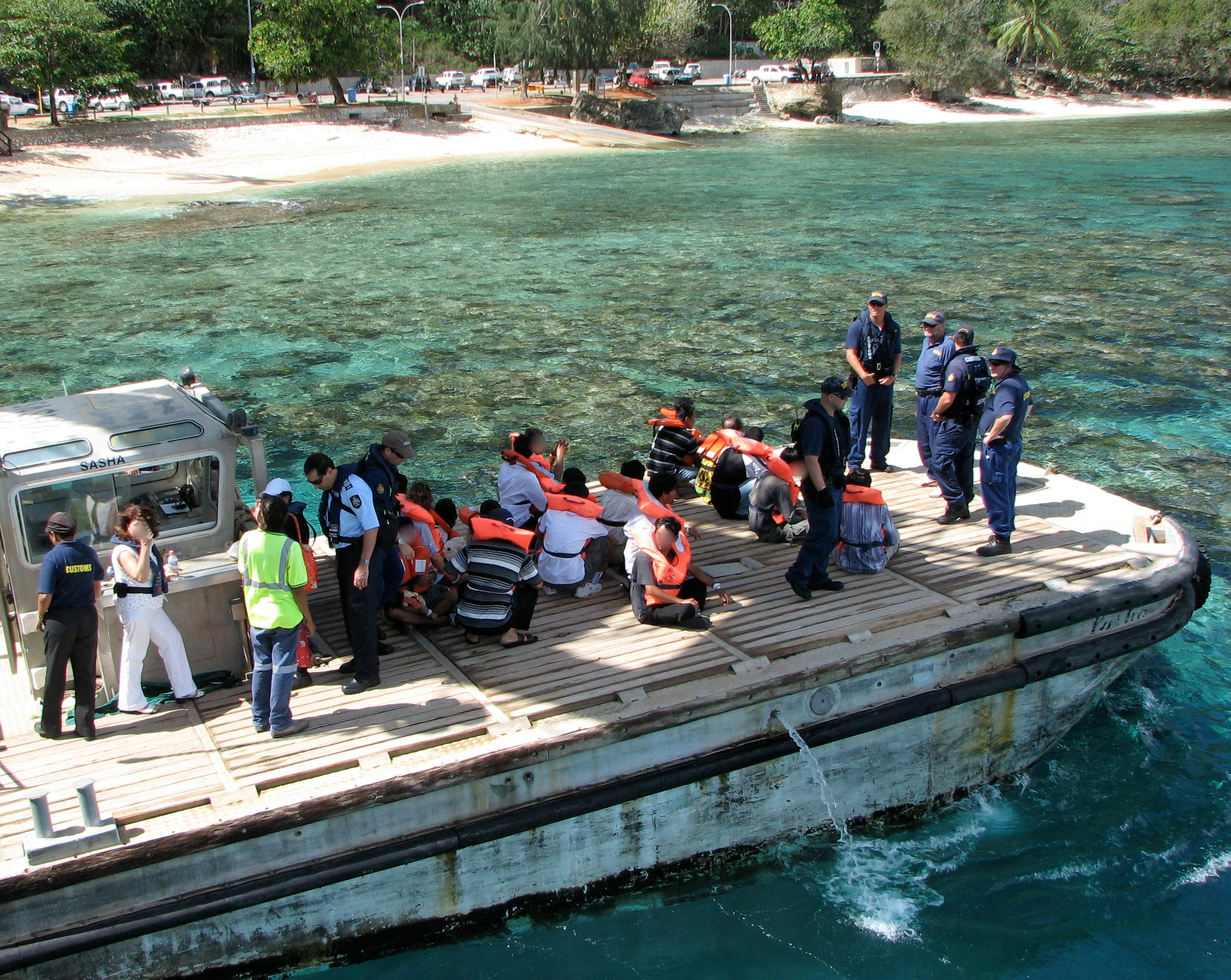
اللجوء في استراليا

مُنح حق اللجوء في أستراليا للعديد من اللاجئين منذ عام 1945، وذلك عندما مُنح حق اللجوء لنصف مليون أوروبي شرّدتهم الحرب العالمية الثانية. ومنذ ذلك الحين، تأتي موجات دورية من طالبي اللجوء من جنوب شرق آسيا والشرق الأوسط مع تغير سياسة الحكومة والرأي العام على مر السنين.
يخضع اللاجئون للقوانين والسياسات الحكومية التي تسعى إلى تنفيذ التزامات أستراليا بموجب الاتفاقية الخاصة بوضع اللاجئين التي تعتبر أستراليا طرف فيها. التمس الآلاف حق اللجوء في أستراليا خلال العقد الماضي، وكانت الدوافع الرئيسية متمثلة بالحرب والاضطرابات المدنية والاضطهاد.
تاريخيًا، وصل معظم طالبي اللجوء جوًا. وفي فترة 2011-2012، فاق عدد ملتمسي اللجوء القادمين بحرًا أولئك الذين وصلوا بالطائرة لأول مرة. تم تحديد ثلاث موجات من طالبي اللجوء ممن وصلوا بالقوارب: الموجة الفييتنامية بين عامي 1976 و1981 ؛ وطالبو اللجوء الهندوصينيون بين عامي 1989 و1998 ؛ والسكان المنحدرون من أصول شرق أوسطية بدءًا من العام 1999.
تتمثل سياسة التأشيرات التي تتبعها الحكومة الحالية باحتجاز الأشخاص الذين يدخلون أستراليا أو يوجدون فيها بدون تأشيرة سارية المفعول حتى يتسنى إعادة هؤلاء الأشخاص إلى بلدانهم الأصلية. وأستراليا هي البلد الوحيد في العالم الذي لديه سياسة الاحتجاز الإلزامي والتجهيز البحري لملفات ملتمسي اللجوء الذين يصلون بدون تأشيرة صالحة.
تعتبر سياسة اللجوء مسألة خلافية في السياسة الأسترالية، إذ يجادل الحزبان السياسيان الرئيسيان في أستراليا بأن القضية تطرح مشكلة مراقبة للحدود ومشكلة أخرى تتعلق بسلامة أولئك الذين يحاولون القدوم إلى أستراليا عن طريق القوارب.

## القوانين الناظمة لوضع طالبي اللجوء
من الناحية التاريخية، كان يُنظر إلى أستراليا بصفة عامة باعتبارها رائدة عالمية في إعادة توطين اللاجئين، ومع ذلك، فإن أستراليا هي أيضا من أفقر بلدان العالم في تقديم حلول دائمة للأشخاص الذين يأتون إليها للمطالبة بالحماية - طالبو اللجوء- ولا سيما إذا جاءوا بالقارب. وماتزال هذه الازدواجية مستمرة حتى وقتنا الحاضر.
شهدت عملية تجهيز ملفات طالبي اللجوء الذين وصلوا إلى أستراليا لتحديد وضعهم تغييرًا كبيرًا خلال العقد الماضي. إن عملية تحديد مركز اللاجئ عملية دينامية، إذ يتباين برنامج الحكومة الإنساني بشكل رئيسي في العملية بين الوافدين على الشاطئ أو خارج الإقليم. ورغم أن قانون الهجرة 1958 (سي تي إتش) كان قد صيغ سابقًا لتفعيل التزامات أستراليا تجاه القانون الدولي، وبشكل أساسي اتفاقية 1951 الخاصة بوضع اللاجئين وبروتوكولها الاختياري الأول، فقد عطلت التعديلات التشريعية الأخيرة من قبل الحكومات المتعاقبة القانون عن تنفيذ الاتفاقية. وقد أدى ذلك إلى تخفيف أثر الاتفاقية في تنفيذ القانون، ما أدى إلى تراجع الحكومة عن البروتوكول المنصوص عليه في الاتفاق الدولي.
سُحب مشروع قانون تعديل الهجرة (تسمية الوافدين غير الشرعيين ) لعام 2006 الذي قدمته حكومة هاورد بعد تحقيق أجرته لجنة في مجلس الشيوخ والتي قدمت مذكرة عن مشروع القانون موصيةً فيها بعدم المضي قدمًا في ضوء الأدلة المقدمة إليها واتضح أيضا أنه سيُرفض في مجلس الشيوخ بوجود عدد من أعضاء المجلس الليبراليين الذين يهددون بالتصويت ضده أو الامتناع عن التصويت. وبعد ست سنوات، أدى مشروع قانون آخر، تعديل الهجرة (الوافدون البحريون غير الشرعيون والتدابير الأخرى) لعام 2012 إلى تشكيل لجنة تحقيق تابعة لمجلس الشيوخ مع تقديم مذكرة واحدة تبين أنه مطابق تقريبًا لمشروع قانون 2006، باستثناء عدم وجود شرط إبلاغ يُلزِم الوزير بتقديم تقرير سنوي إلى البرلمان يفصل فيه تدابير تقييم طلبات اللاجئين التي تتم معالجتها في الخارج وكذلك معلومات عن أماكن إقامتهم ورعايتهم الصحية وتعليمهم. يُضاف هذا إلى المخاوف المعرب عنها أدناه بشأن انعدام الشفافية والتدقيق العام ومع ذلك تم تمرير مشروع القانون ليصبح قانونًا، قانون تعديل الهجرة (الوافدون البحريون غير الشرعيون والتدابير الأخرى) لعام 2013.
أُدخل مخطط تقييم جديد «الإجراءات المستعجلة» عام 2014 من خلال مشروع قانون تعديل تشريعات الهجرة والقوى البحرية (التوصل لحل عبء قضايا اللجوء القديمة) لعام 2014. ضيّق وزير الهجرة بيتر دوتون تعريف الإجراءات المستعجلة من خلال تعديل للتعريف في إطار «قانون الهجرة لعام 1958» الذي غير شرط تاريخ الوصول من يناير 2012 إلى أغسطس 2012 بالنسبة للأهالي الذين يرغبون بأن يُصنف أبناؤهم كمقدمي طلبات مستعجلة.

### التجهيز الساحلي لطلبات اللجوء
إن البرنامج الإنساني الأسترالي معقد لكن الهيكل الأساسي عبارة عن تشعب بين التجهيز الداخلي والخارجي لطلبات الأشخاص طالبي اللجوء. رغم شيوع البرنامج الإنساني الداخلي بين معظم الموقعين على اتفاقية اللاجئين لعام 1951، فإن سياسة الاحتجاز الساحلي في أستراليا هي من أكثر السياسات انتقادً وإثارةً للجدل بين أعضاء المجتمع المدني.
وتعتبر أستراليا الدولة القومية الوحيدة التي تستخدم حاليًا سياسة إحالة ملتمسي اللجوء المحتملين عن طريق القوارب إلى دول قومية أخرى لتجهيز طلبات اللجوء. وتلقى هذه السياسة الدعم من الحزبين السياسيين الرئيسيين.

### عبء القضايا القديمة
في يوليو 2019 كان هناك نحو 30,000 شخص يعيشون في أستراليا غير مؤهلين للإقامة الدائمة، لأنهم قدموا إلى البلاد عن طريق القارب قبل عام 2014. ورُفضت التوصيات المقدمة إلى الحكومة من اللجنة الأسترالية لحقوق الإنسان للمساعدة على تحسين حياة هؤلاء الأشخاص غير المقيمين الذين يعيش بعضهم في حالة من الفقر ويعانون من مشاكل صحية نفسية بسبب القيود المفروضة على حصولهم على الدعم المالي وغيره من أشكال الرفاه وعلى مستقبلهم المجهول.